# 聖公會白約翰會督中學
聖公會白約翰會督中學（英語：SKH Bishop Baker Secondary School，簡稱白約翰、白記、BBSS）是香港元朗區的一所津貼男女英文中學。1984年由聖公會港澳教區（現稱為香港聖公會）在元朗鳳攸南街創辦；為表揚白約翰會督在中國傳揚福音的努力，故以其名字作為校名。校舍與鄰校基朗中學並建共用。
自教育局2010年9月落實「微調中學教學語言」政策後，校方轉為全開英文班，逐漸採用循環周，每一循環安排一次高中生課前幫助新生英文閱讀，同時每逢循環周Day一、三及五安排高中生放學後，留校指導新生的功課。另外也除中文、普通話、歷史與文化及生命教育科外，其他科目均以英語授課和利用英語話劇培育資優生。

## 開設科目及教學語言
聖公會白約翰會督中學以英文為主要授課語言。

## 課外活動
學校設有學生會，全校學生分屬四社（謙Modesty、愛Love、勤Diligence、誠Sincerity）。另設有39個學會，包括10個學術學會、11個體育學會、8個服務學會、5個興趣學會及5個藝術學會。設「一生一體藝計劃」，提供多項不同類型的體育及藝術訓練班，融入學會組織。

## 校園設施

### 校園面積

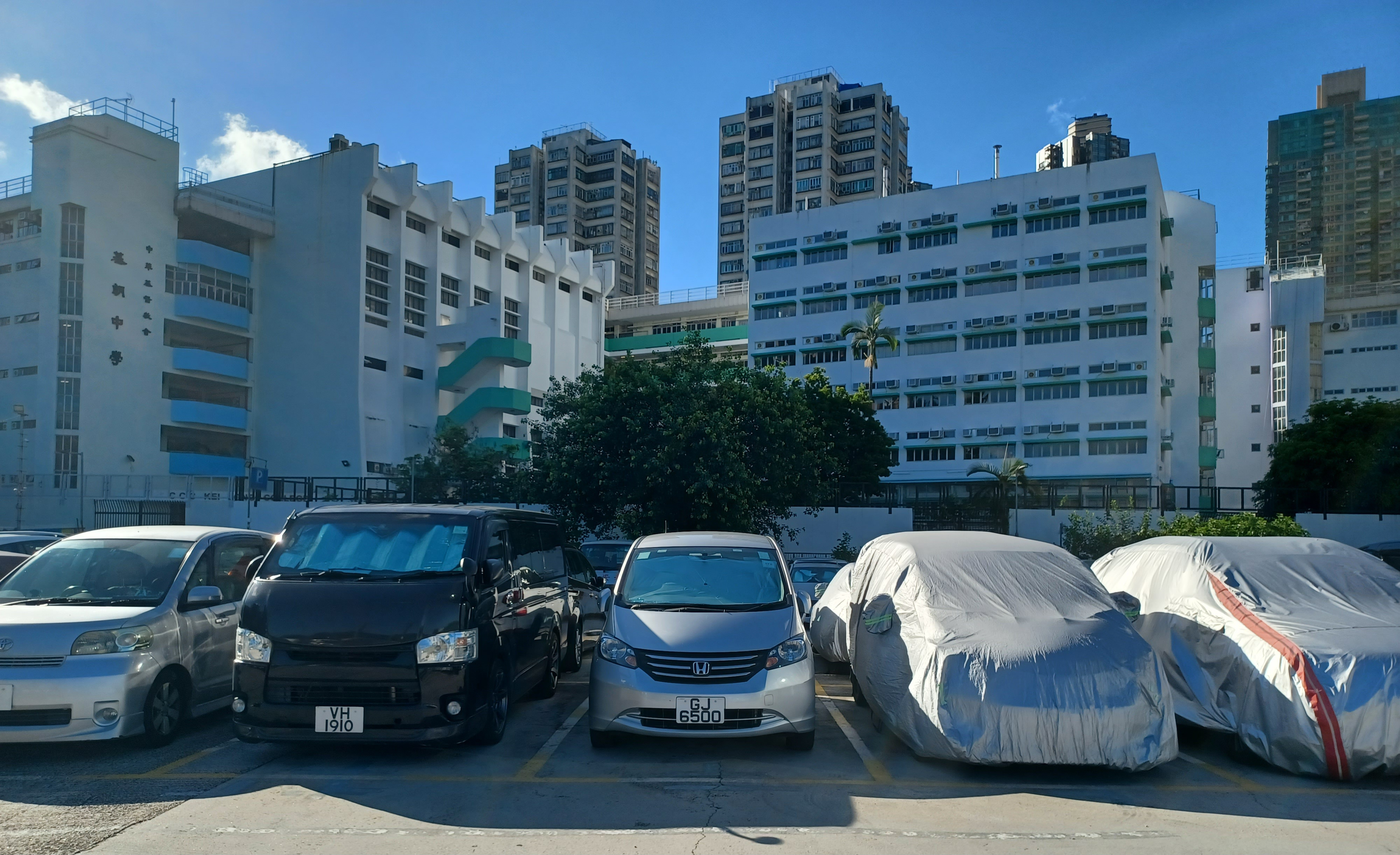
聖公會白約翰會督中學校舍

該校佔地4600餘平方米，設有可容納千人聚會的禮堂及30間標準課室。禮堂、特別室及課室全部安裝空氣調節系統。

## 歷史

### 校長
- 鄧振聲先生（1984-1992）
- 黎陳勵女士（1992-2008）
- 王力克先生（2008-現任）

### 校監
- 鍾嘉樂牧師（1984-1987）
- 鄺保羅牧師（1987-1997）
- 蘇以葆主教，JP（1997-2002）
- 王端儀律師（2002-2010）
- 賴錫璋太平紳士（2010-現任）

### 班級編制
- 1984年，學校只開辦六班中一及四班中四。開校之初，採用不平衡班制。
- 1986年起中一至中三各設6班，中四及中五各4班，並增設2班中六，次年起轉為完全中學，共設30班。
- 1996年9月開始，應教統局的邀請採用平衡班制。
- 現今，全校共24班。（中一至中六各4班。）

## 外部連結
- 聖公會白約翰會督中學（页面存档备份，存于）
- 白約翰會督中學 全開英文班（页面存档备份，存于）